# Amos Oz
Amos Oz, właśc. Amos Klausner, hebr. עמוס עוז (ur. 4 maja 1939 w Jerozolimie, zm. 28 grudnia 2018 w Tel Awiwie) – izraelski pisarz, eseista i publicysta tworzący w języku hebrajskim. Współzałożyciel organizacji Pokój Teraz (Szalom Achszaw). Wykładowca literatury na Uniwersytecie im. Ben Guriona w Beer Szewie.

## Życiorys
Urodził się 4 maja 1939 w Jerozolimie w ówczesnym Brytyjskim Mandacie Palestyny, dokąd jego rodzice, Arie Klausner i Fania Mussman, wyemigrowali z Wilna i Równego w latach 30.
Dorastał w kibucu Chulda, gdzie ukończył szkołę średnią. Odbył obowiązkową służbę wojskową, następnie studiował historię literatury i filozofię na Uniwersytecie Hebrajskim w Jerozolimie. Po ukończeniu nauki wrócił do kibucu, gdzie mieszkał przez następne 20 lat, pracując jako rolnik oraz nauczyciel. Kibuc opuścił w 1986 i osiedlił się w mieście Arad.
Brał udział w arabsko-izraelskich wojnach: sześciodniowej (w walkach na półwyspie Synaj) i w wojnie Jom Kipur (w walkach na Wzgórzach Golan).
Debiutował tomem opowiadań Tam, gdzie wyją szakale w 1965, w następnym roku ukazała się jego pierwsza powieść. Jego kolejne utwory (powieści, zbiory opowiadań, ale także eseje literackie oraz polityczne, w których wzywa do kompromisu między Izraelem a Palestyńczykami) były publikowane regularnie, w dwu- i trzyletnich odstępach. Do najważniejszych jego książek, wydanych także w Polsce (często jednak tłumaczonych w oparciu o angielski przekład) należą Mój Michael (1968), Czarna skrzynka (1987) i  Fima (1991).
Uważany za najwybitniejszego pisarza izraelskiego. Przez kilka lat wymieniany był jako jeden z głównych faworytów do otrzymania literackiej Nagrody Nobla. W 1986 został nagrodzony prestiżową izraelską Nagrodą Bialika w dziedzinie literatury. W 2002 otrzymał Medal „Zasłużony dla Tolerancji”. 28 lutego 2012 Amos Oz otrzymał doktorat honoris causa Uniwersytetu Bukareszteńskiego, a 20 marca 2013 Uniwersytetu Łódzkiego. W tym samym roku otrzymał również Nagrodę Franza Kafki. Był także laureatem Nagrody Izraela.
Zmarł 28 grudnia 2018 z powodu choroby nowotworowej w Tel Awiwie.
W 2019 roku w Polsce ukazał się przekład zbioru rozmów Amosa Oza i Sziry Chadad, redaktorki hebrajskich wydań dwóch ostatnich książek pisarza, zatytułowany: Z czego powstaje jabłko?, tłum. Leszek Kwiatkowski, Wydawnictwo Rebis, ISBN 978-83-8062-496-2.

## Twórczość
- Tam, gdzie wyją szakale (Arcot ha-tan 1965) Prószyński i S-ka 1998, ISBN 83-7180-473-3.
- Mój Michał (Michael szeli 1968) Czytelnik 1991, ISBN 83-07-02232-0; Mój Michael, Czytelnik 2012, ISBN 978-83-07-03288-7.
- Aż do śmierci (Ad mawet 1970) Dom Wydawniczy „Rebis” 1996, ISBN 83-7120-334-9.
- Dotknij wiatru, dotknij wody (La-ga’at ba-majim, la-ga’at ba-ruach 1973) Muza 1998, ISBN 83-7079-811-X.
- Wzgórze Złej Rady (Har ha-ecá ha-raá 1976) Cyklady 2009, ISBN 9798360279403.
- Przygoda w Jerozolimie (Sumchi 1978) Jacek Santorski & Co. 2008, ISBN 978-83-7554-064-2.
- Spokój doskonały (Menucha nechona 1982) Świat Książki 2010, ISBN 978-83-247-0779-9.
- Na ziemi Izraela (Po we-szam be-Erec-Israel bi-staw 1982) Niezależna Oficyna Wydawnicza 1996, ISBN 978-83-07-03195-8.
- Czarna skrzynka (Kufsa szechora 1987) Niezależna Oficyna Wydawnicza 1995, ISBN 83-7054-078-3.
- Poznać kobietę (La-da’at isza 1989) Czytelnik 1995, ISBN 83-07-02445-5.
- Fima (Ha-macaw ha-szliszi 1991) Muza 1996, ISBN 83-7079-584-6.
- Nie mów noc (Al tagidi lajla 1994) Czytelnik 2000, ISBN 83-07-02767-5.
- Pantera w piwnicy (Panter ba-martef 1995) Muza 1999, ISBN 83-7200-372-6.
- Opowieść się rozpoczyna: Szkice o literaturze (Matchilim sipur 1996) Prószyński i S-ka 2003, ISBN 83-7337-585-6.
- To samo morze (Oto ha-jam 1999) Muza 2002, ISBN 83-7200-888-4.
- Opowieść o miłości i mroku (Sipur al ahawa we-choszech 2002) Muza 2005, ISBN 83-7079-717-2.
- Nagle w głębi lasu (Pitom be-omek ha-ja’ar 2005) Dom Wydawniczy „Rebis” 2006, ISBN 83-7301-804-2.
- Jak uleczyć fanatyka (How to cure a fanatic 2006) Prószyński Media 2010, ISBN 978-83-7648-412-9.
- Rymy życia i śmierci (Charuzei ha-Chajim we-ha-Mawet 2007) Dom Wydawniczy „Rebis” 2008, ISBN 978-83-7510-050-1.
- Sceny z życia wiejskiego (Tmunot Mi-Chaiei Ha-Kfar 2009) Dom Wydawniczy „Rebis” 2010, ISBN 978-83-7510-405-9.
- Wśród swoich (Bejn chawerim 2012) Dom Wydawniczy „Rebis” 2013, ISBN 978-83-7510-900-9.
- Do fanatyków: trzy refleksje (Shalom Lakanaim 2017) Dom Wydawniczy „Rebis” 2018, ISBN 978-83-8062-320-0.
- Judasz (Judas) tłum. Leszek Kwiatkowski, Dom Wydawniczy „Rebis” 2021, ISBN 978-83-8188-247-7.